# Quận Decatur, Georgia
Quận Decatur là một quận trong tiểu bang Georgia, Hoa Kỳ. Quận lỵ đóng ở thành phố Bainbridge 6. Theo điều tra dân số năm 2000 của Cục điều tra dân số Hoa Kỳ, quận có dân số 28240 người 2. Năm 2007, ước tính dân số quận là 28544 người.